# Петр (Каревский)
Митрополит Петр (макед. Митрополитот Петар в миру Йован Каревский, макед. Јован Каревски; род. 29 мая 1946, Богомила, Македония) — епископ Македонской православной церкви, митрополит Преспанский и Пелагонийский.

## Биография
В 1961 году окончил училище в Богомиле, а позднее обучался в Призренском богословском училище, которое окончил в 1966 году.
В 1970 году окончил богословский факультет Белградского университета и преподавал в духовном училище в Доачево, а позднее трудился секретарём в Полошско-Кумановской митрополии и в церкви святого Димитрия в Скопье.
В 1979 году окончил папский Григорианский университет, написав работу «Теологията на Св. Климент Охридски в неговите написани дела».
19 июня 1980 года в Монастыре святого Великомученика Георгия в Криви-Доле, Скопье, был пострижен в монашество.
2 апреля 1981 года году был избран для рукоположение в сан митрополита Преспанско-Битольского.
14 июня того же года в кафедральном соборном храме святого Великомаченика Димитрия в Скопье состоялась его епископская хиротония с возвещением в сан митрополита.
15 июня того же года в кафедральном соборном храме святого великомученика Димитрия в Битоле состоялась его интронизация.
В 1995 году было поручено администрирование дел Австралийско-Новозеландской митрополии.